# 白鬚神社 (可児市土田)
白鬚神社（しらひげじんじゃ）は、岐阜県可児市土田に鎮座する神社。地名を冠して土田白鬚神社とも称される。

## 概要
天慶3年（940年）平貞盛により創建。
伝承によれば、貞盛が平将門の討伐に向う途中、近江国滋賀郡の白鬚大明神に祈願したさい、夢の中に現れた白鬚大明神から「私は汝の甲の鉢に形を隠し守護する。美濃国木曽川の辺、大炊土の里に良き宮所があるので住もうと思う、ここに向かいなさい。」という神託を受け、大炊土の里（現・可児市土田下切）にたどり着く。宮所を探していたところ白猿が現れ、宮野（現・可児市土田大脇）の地に案内し消え失せる。貞盛は住人に白鬚神社を造営を命じて将門の討伐へ軍を率いて常陸国へ向かった。その後連戦連勝し討伐を果たした。その帰路に大炊土の里に寄り、造営された白鬚神社に参拝したという。
永禄13年（1570年）、土田城城主生駒氏が城の鬼門鎮護の神社にするために現在地に移転する。

## 祭神
- 猿田彦大神
- 天照皇大神
- 建速素戔嗚尊
- 伊弉諾命
- 建御名方神
- 天御陰命

## 摂社・末社
- 大炊戸天満宮[3]
- 津島神社[3]
- 左近神社[3]
- 秋葉神社[3]
- 蛭子神社[3]
- 金刀比羅神社[3]

## 主な祭事
例大祭（流鏑馬祭り）
- 毎年4月5日（現在は4月第1日曜日）に行われる。「神輿渡御」と「流鏑馬」で構成される[2]。流鏑馬は平貞盛の戦勝祈願が始まりといわれる神事であるが、永禄13年（1570年）、土田城城主生駒道寿が白鬚神社を現在地に移転したさい大祭を行い、自ら乗馬し家臣を引き連れて流鏑馬を行い奉納したのが始まりであるという[3]。神社の参道を舞台に馬上から弓矢で的を射る[2][3][4]。
- 1984年（昭和59年）12月12日に市の重要無形民俗文化財に指定されている[3][5]。

輪くぐり祭り（茅の輪祭）
- 毎年7月31日に行われる夏越しの大祓。拝殿の前に設置された高さ約2mの茅の輪を左、右、正面と3回くぐる[2][6]。

お鍬祭り
- 毎年3月11日におこなわれる五穀豊穣を祈願する神事。
- 本殿での神事では稲穂と榊を結びつけたミニチュアの鍬、オネリ（赤飯を丸く握ったもの）、御神酒などを神前に供え五穀豊穣を祈願する[2]。
- お鍬祭りの神事は拝殿前でおこなわれ、鍬おろし、田おこし、田かき、シロスリ、種播き、田植え、ささら太鼓、鳥追いといった、農耕の模倣が行われる。祭礼が終わると、氏子はオネリとミニチュアの鍬を家に持ち帰る[2]。

## 交通アクセス
- 名古屋鉄道広見線可児川駅下車、徒歩約15分。